# Selle-Guerchaise
Selle-Guerchaise é uma comuna francesa na região administrativa da Bretanha, no departamento Ille-et-Vilaine. Estende-se por uma área de 2,12 km². Em 2010 a comuna tinha 160 habitantes (densidade: 75,5 hab./km²).